# تشاه شور (كوهستان)
تشاه شور (بالفارسية: چاه شور) هي قرية تقع في إيران في Kuhestan Rural District.